# Oddities & Rarities 1
Oddities & Rarities #1 ist eine Kompilation der norwegischen Band Ulver. Sie erschien im Jahr 2012 als Download bei Jester Records.

## Entstehung und Veröffentlichung
Ende 2012 äußerten Ulver erneut ihre Unzufriedenheit mit der Musikindustrie und kündigten an, sich künftig verstärkt selbst um den – vor allem digitalen – Vertrieb ihrer Musik zu kümmern. Im Zuge dessen stellten sie eine Kompilation mit Stücken, die auf Tributealben oder Soundtracks erschienen waren, als Download zur Verfügung. Weihnachten 2013 wurde der bandeigene Webshop allerdings wieder eingestellt, seither ist die Kompilation nicht mehr erhältlich.

## Titelliste
1. Another Brick in the Wall (Part 1) (Pink-Floyd-Cover von The Wall Re-Built!, 2009)
2. Be Drunk (vom Hörbuch Die Künstlichen Paradiese: Charles Baudelaire, 2011)
3. In the Kingdom of the Blind the One-Eyed Are Kings (Dead-Can-Dance-Cover von The Lotus Eaters: Tribute to Dead Can Dance, 2004)
4. Strange Ways (Kiss-Cover von Gods of Thunder: A Norwegian Tribute to Kiss, 2005)
5. The Night Before (unveröffentlichtes Lee-Hazlewood-Cover, 2002)
6. Thieves in the Temple (Prince-Cover von Shockadelica: 50th Anniversary Tribute to the Artist Known as Prince, 2008)
7. Uno (Titel 7–13 von Uno: Original Motion Picture Soundtrack, 2004)
8. Avhør
9. Brødre
10. Brødre rev.
11. Flukt
12. Gravferd
13. David til ulvene

## Rezeption
“I’m still realistic on this release: if you are not into Ulver, you won’t feel excited. If you are into the first era-Ulver, you will feel a bit more desperate. If you are late-era Ulver enthousiast, you probably know most of the songs. Still worth a listen for those who are not fed up by Ulver covers, and by those who have never heard about the Uno soundtrack.”

„Ich bin trotzdem realistisch bei dieser Veröffentlichung: Wer sich nicht für Ulver interessiert, wird nicht begeistert sein. Wer sich für die frühen Ulver interessiert, wird etwas verzweifelter sein. Wer ein Verehrer der späten Ulver ist, kennt wahrscheinlich die meisten Lieder. Reinhören lohnt sich trotzdem für diejenigen, die noch nicht genug haben von Ulver-Coverversionen, und für diejenigen, die noch nichts vom Uno-Soundtrack gehört haben.“